# Abass Myuwa Lawal
Abass Lawal (Ibadan, 13 de setembre de 1980) és un futbolista nigerià, que ocupa la posició de migcampista.
Arriba al filial de l'Atlètic de Madrid provinent del Plateau United. Amb els matalassers hi juga 32 partits amb l'equip B i 6 amb l'A, quan es trobava a Segona Divisió. Seria titular amb el Córdoba CF i amb el CD Leganés. Entre 2003 i 2005 va militar a la màxima categoria a les files de l'Albacete Balompié, tot i que les seues aparicions van ser esporàdiques, i la segona part de la temporada 04/05 va la jugar amb el Xerez CD.
Després, la seua carrera ha prosseguit per equips del Marroc, els Emirats Àrabs Units i l'Aràbia Saudita.